# Campeonato Paraguayo de Fútbol 1935
El Campeonato Paraguayo de Fútbol de 1935 fue la vigésima quinta edición del principal torneo de fútbol de Paraguay.
El campeón del torneo fue el Club Cerro Porteño quienes obtuvieron su quinto campeonato en la primera categoría.

## Desarrollo
|  | Campeón. |

| Equipo                |
| --------------------- |
| Club Cerro Porteño    |
| Club Libertad         |
| Club Olimpia          |
| Club Sol de América   |
| Club Guaraní          |
| Atlántida Sports Club |
| Club Nacional         |
| Club River Plate      |
| Club Presidente Hayes |
| Atlético Corrales     |

| Bandera de Paraguay        |
| Campeón Club Cerro Porteño |
| Quinto título              |